# Funeral for a Friend
Funeral for a Friend (FFAF) ist eine 2002 gegründete britische Post-Hardcore-/Alternative-Rock-Band aus Bridgend, Wales.

## Geschichte
Anfang 2002 wurde Funeral for a Friend gegründet, nachdem die Bandmitglieder zuvor in verschiedenen Bands gespielt hatten. Auf ihren Namen kamen sie nicht durch den Elton-John-Song Funeral for a Friend, sondern durch den gleichnamigen Song der amerikanischen Hardcore-Punk-Band Planes Mistaken for Stars. Ihre erste EP Between Order and Model wurde von Warner Music entdeckt und verschaffte ihnen einen Plattenvertrag bei dem Sublabel Infectious Records. Anfang 2003 folgten dann zwei weitere EPs, zuerst Four Ways to Scream Your Name und wenig später Seven Ways to Scream Your Name. Im Oktober 2003 veröffentlichten sie ihr erstes Album Casually Dressed and Deep in Conversation, mit dem sich die Band einen Namen machte. Danach tourte FFAF ein Jahr lang, u. a. als Vorband für Iron Maiden.
Im Juni 2005 erschien ihr zweites Album Hours, das von Terry Date (Deftones, Limp Bizkit) produziert wurde. Im Herbst 2005 tourten FFAF als Headliner der internationalen Version der amerikanischen Taste-of-Chaos-Tour mit The Used, Killswitch Engage, Rise Against und Story of the Year durch Australien, Japan, Großbritannien, Deutschland und Österreich. Im Frühjahr 2006 folgte die Taste-of-Chaos-Tour in Amerika sowie Konzerte in Australien und Japan. Mitte Mai 2006 endete die Tour in Großbritannien, wo außerdem die weltweit auf 1000 Stück limitierte FFAF-Live-Doppel-CD Final Hours at Hammersmith entstanden ist. Auf ihrem letzten Livekonzert 2006 in Großbritannien gaben FFAF zudem bekannt, dass sie sich an die Aufnahmen für ein neues Album begeben werden. 
Das Album wurde von Matt Davies für Frühjahr 2007 angekündigt. Das Album trägt den Titel Tales Don't Tell Themselves und ist im Mai 2007 erschienen. Im dritten Quartal 2007 erschien die Live-EP The Great Wide Open, welche Live-Songs der ersten drei EPs enthält. Funeral for a Friend hat außerdem für den Mai 2008 eine neue Single angekündigt, die einen Eindruck in den Stil des neuen Albums geben soll. Nach Aussagen der Band soll das neue Album am ehesten wie ihr erstes Album Casually Dressed & Deep in Conversation klingen und wesentlich härter als sein Vorgänger Tales Don't Tell Themselves sein. Der Name der ersten neuen Single lautet Waterfront Dance Club.
Das neue Album heißt Memory and Humanity und wurde am 13. Oktober veröffentlicht. Außerdem erschien im September eine neue Single, die den Namen Kicking and Screaming trägt. Im September 2008 verließ Gareth Ellies-Davies die Band. Als Ersatz für Gareth kam Gavin Borough dazu, den die Band bereits lange Zeit vorher kannte. 
Im Juli 2009 trat Funeral for a Friend als Vorgruppe bei Linkin-Park-Konzerten in Deutschland und dem Konzert in Graz/Österreich auf. Im Oktober 2009 erschien das Album Your History Is Mine: 2002–2009. Es ist ein Best-of-Album mit Liedern von den zwei EPs, den vier Studioalben, außerdem den Coversongs, den B-Sides und vier neuen Liedern. 2010 tourte Funeral for a Friend als Vorband zu Bullet for My Valentine. Im September veröffentlichte sie die EP The Young and Defenceless exklusiv über Pledgemusic. Am 22. Mai 2012 gab Ryan Richards seinen Ausstieg bekannt. Pat Lundy, der ehemalige Schlagzeuger der Londoner Metal-Band Rise to Remain, ersetzte Richards am Schlagzeug. 2012 tourte Funeral for a Friend als Vorband zu Silverstein. 2014 stieg Pat Lundy bei Funeral for a Friend wieder aus und schloss sich Modestep an. Sein Nachfolger ist Goodtime Boys Schlagzeuger Casey McHale aus Brighton. Am 14. September 2015 gab die Band über ihre Facebook-Seite bekannt, dass sie sich nach einer im März 2016 stattfindenden Abschiedstour auflösen wird und spielte ihr vorerst letztes Konzert am 21. Mai 2016 in London.
Im Oktober 2019 kamen Funeral for a Friend als Live-Band wieder zusammen, zunächst für drei Benefiz-Shows in Cardiff und London. Nach einem geplanten Auftritt auf dem abgesagten Download-Festival 2020 kündigten sie für April 2021 eine Headline-Tournee durch Großbritannien an, bei der sie Songs aus ihren ersten drei Alben spielten.

## Diskografie

### Alben
| Jahr | Titel                                     | Höchstplatzierung, Gesamtwochen, AuszeichnungChartplatzierungen (Jahr, Titel, Platzierungen, Wochen, Auszeichnungen, Anmerkungen) | Höchstplatzierung, Gesamtwochen, AuszeichnungChartplatzierungen (Jahr, Titel, Platzierungen, Wochen, Auszeichnungen, Anmerkungen) | Höchstplatzierung, Gesamtwochen, AuszeichnungChartplatzierungen (Jahr, Titel, Platzierungen, Wochen, Auszeichnungen, Anmerkungen) | Anmerkungen |
| Jahr | Titel                                     | DE | UK | US | Anmerkungen |
| ---- | ----------------------------------------- | --- | --- | --- | ----------- |
| 2003 | Casually Dressed and Deep in Conversation | — | UK12 Gold · (3 Wo.)UK | — |             |
| 2005 | Hours                                     | — | UK12 Gold · (4 Wo.)UK | US139 (1 Wo.)US |             |
| 2007 | Tales Don’t Tell Themselves               | DE96 (1 Wo.)DE | UK3 Silber · (4 Wo.)UK | US135 (1 Wo.)US |             |
| 2008 | Memory and Humanity                       | — | UK17 (2 Wo.)UK | — |             |
| 2011 | Welcome Home Armageddon                   | — | UK33 (1 Wo.)UK | — |             |
| 2013 | Conduit                                   | — | UK34 (1 Wo.)UK | — |             |
| 2015 | Chapter and Verse                         | — | UK46 (1 Wo.)UK | — |             |

### Livealben
- 2006: Final Hours at Hammersmith
- 2010: Live At Shepherds Bush Empire
- 2015: Hours/Live At Islington Academy

### Kompilationen
| Jahr | Titel                           | Höchstplatzierung, Gesamtwochen, AuszeichnungChartplatzierungen (Jahr, Titel, Platzierungen, Wochen, Auszeichnungen, Anmerkungen) | Höchstplatzierung, Gesamtwochen, AuszeichnungChartplatzierungen (Jahr, Titel, Platzierungen, Wochen, Auszeichnungen, Anmerkungen) | Höchstplatzierung, Gesamtwochen, AuszeichnungChartplatzierungen (Jahr, Titel, Platzierungen, Wochen, Auszeichnungen, Anmerkungen) | Anmerkungen |
| Jahr | Titel                           | DE | UK | US | Anmerkungen |
| ---- | ------------------------------- | --- | --- | --- | ----------- |
| 2009 | Your History Is Mine: 2002–2009 | — | UK86 (3 Wo.)UK | — |             |

Weitere Kompilationen
- 2006: Back to the Bus

### EPs
- 2002: Between Order and Model
- 2003: Four Ways to Scream Your Name
- 2003: Seven Ways to Scream Your Name
- 2007: The Great Wide Open
- 2010: The Young and Defenceless
- 2011: See You All in Hell
- 2014: Split 7" (mit Boysetsfire)

### Singles
| Jahr | Titel Album                                                                | Höchstplatzierung, Gesamtwochen, AuszeichnungChartsChartplatzierungen (Jahr, Titel, Album, Platzierungen, Wochen, Auszeichnungen, Anmerkungen) | Anmerkungen |
| Jahr | Titel Album                                                                | UK | Anmerkungen |
| ---- | -------------------------------------------------------------------------- | --- | ----------- |
| 2003 | Juneau Casually Dressed & Deep in Conversation                             | UK19 (5 Wo.)UK |             |
| 2003 | She Drove Me to Daytime Television Casually Dressed & Deep in Conversation | UK20 (2 Wo.)UK |             |
| 2004 | Escape Artists Never Die Casually Dressed & Deep in Conversation           | UK19 (3 Wo.)UK |             |
| 2005 | Streetcar Hours                                                            | UK15 (4 Wo.)UK |             |
| 2005 | Monsters Hours                                                             | UK36 (2 Wo.)UK |             |
| 2005 | History Hours                                                              | UK21 (3 Wo.)UK |             |
| 2006 | Roses for the Dead Hours                                                   | UK39 (2 Wo.)UK |             |
| 2007 | Into Oblivion (Reunion) Tales Don’t Tell Themselves                        | UK16 (5 Wo.)UK |             |
| 2007 | Walk Away Tales Don’t Tell Themselves                                      | UK40 (2 Wo.)UK |             |

Weitere Singles
- 2007: The Great Wide Open (Single/Live-EP)
- 2008: Waterfront Dance Club/Beneath the Burning Tree
- 2008: Your Revolution Is a Joke
- 2008: Kicking and Screaming
- 2009: Rules and Games
- 2011: Front Row Seats to the End of the World
- 2011: Sixteen
- 2011: Broken Foundation
- 2012: Best Friends and Hospital Beds
- 2013: The Distance
- 2013: Nails
- 2014: 1 %
- 2015: Pencil Pusher

### Videoalben
- 2004: Spilling Blood in 8 mm
- 2012: Casually Dressed and Deep in Conversation: Live and in Full at Shepherds Bush Empire